# Giornalismo culturale
Il giornalismo culturale è una branca del giornalismo specializzata nella produzione di articoli, interviste e reportage in ambito della cultura e delle arti.
La critica artistica consiste nello studio, interpretazione, valutazione e discussione della cultura e delle arti.

## Storia del giornalismo culturale

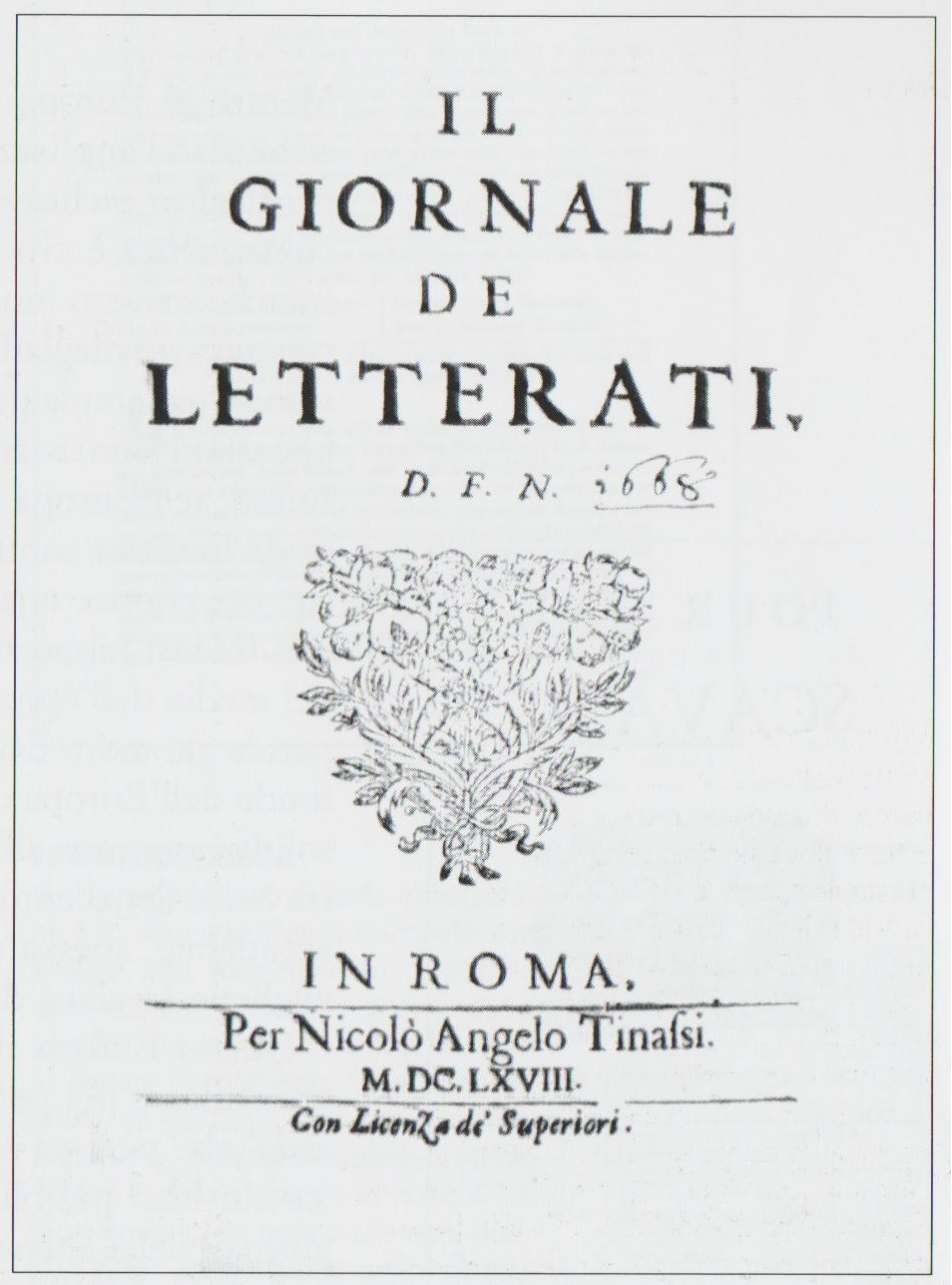
Frontespizio del «Giornale de' letterati» (1668)

Le origini del giornalismo culturale si potrebbero riconoscere nelle gazzette letterarie. 
Tra l'altro, tali pubblicazioni con informazioni culturali di rilevanza si trovavano in Germania nei Monatsgespräche (primo numero 1663), in Francia nel Journal des savants (a partire dal 1665) e nelle Nouvelles de la république des lettres (primo numero 1684), in Inghilterra nei Philosophical Transactions of the Royal Society (a partire dal 1665) e in Italia nel Giornale de' Letterati (primo numero 1668). 

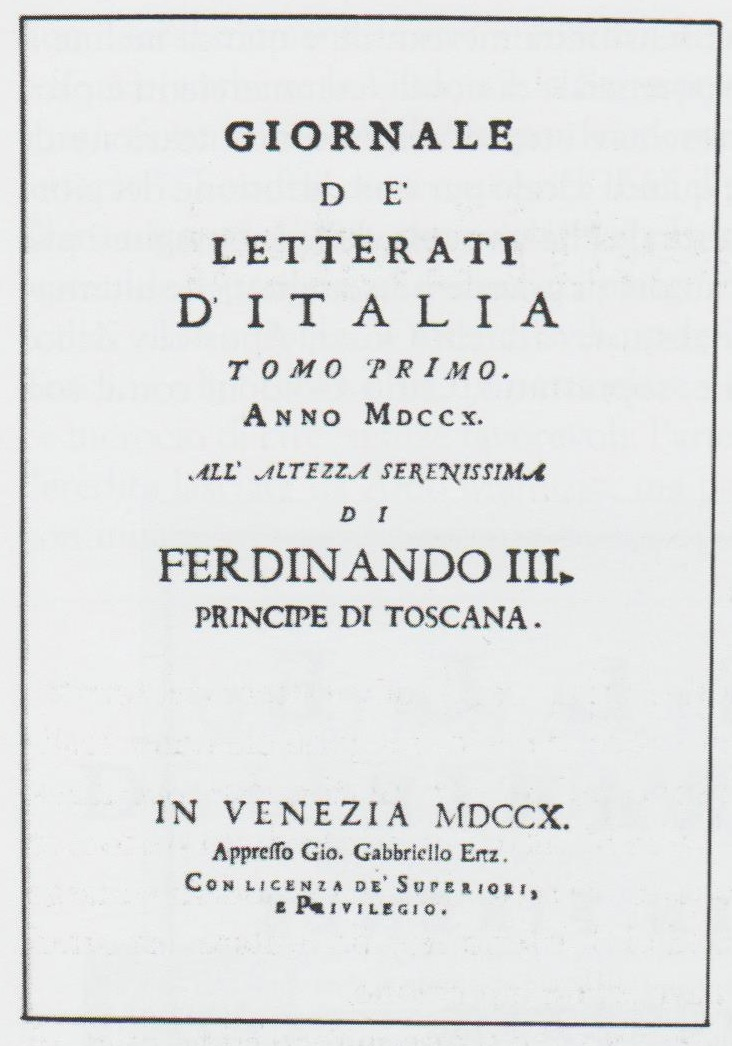
Frontespizio del volume che raccoglie la prima annata del «Giornale de' letterati d'Italia» (1710).

Queste gazzette letterarie erano periodici e, in parte, riviste scientifiche che includevano anche informazioni culturali, di cultura generale e di filosofia.
La formula della gazzetta letteraria, importata in Italia con il trimestrale romano Giornale de' Letterati (1668), verrà poi continuata con il veneziano Giornale de' letterati d'Italia (1710), promosso nella Repubblica di Venezia dai letterati Scipione Maffei, Antonio Vallisneri e Apostolo Zeno. 
Concepito come piccola enciclopedia del sapere, il «Giornale de' letterati d'Italia» abbracciava i temi più disparati: storia, cultura, teologia, scienza e diritto. Ebbe collaboratori di prestigio come: Eustachio Manfredi, Ludovico Antonio Muratori, Giovanni Battista Morgagni, Giambattista Vico e Bernardino Ramazzini. Le recensioni delle nuove uscite (lunghe dalle venti alle cinquanta e più pagine) consistevano, da un lato, in un ampio riassunto e, dall'altro, in una serie di giudizi critici sulle tesi espresse nell'opera. La qualità delle recensioni, insieme alla veste sobria ed elegante che caratterizzava la rivista, decretarono il suo successo immediato.

## Giornalismo culturale contemporaneo

### LaTerza pagina

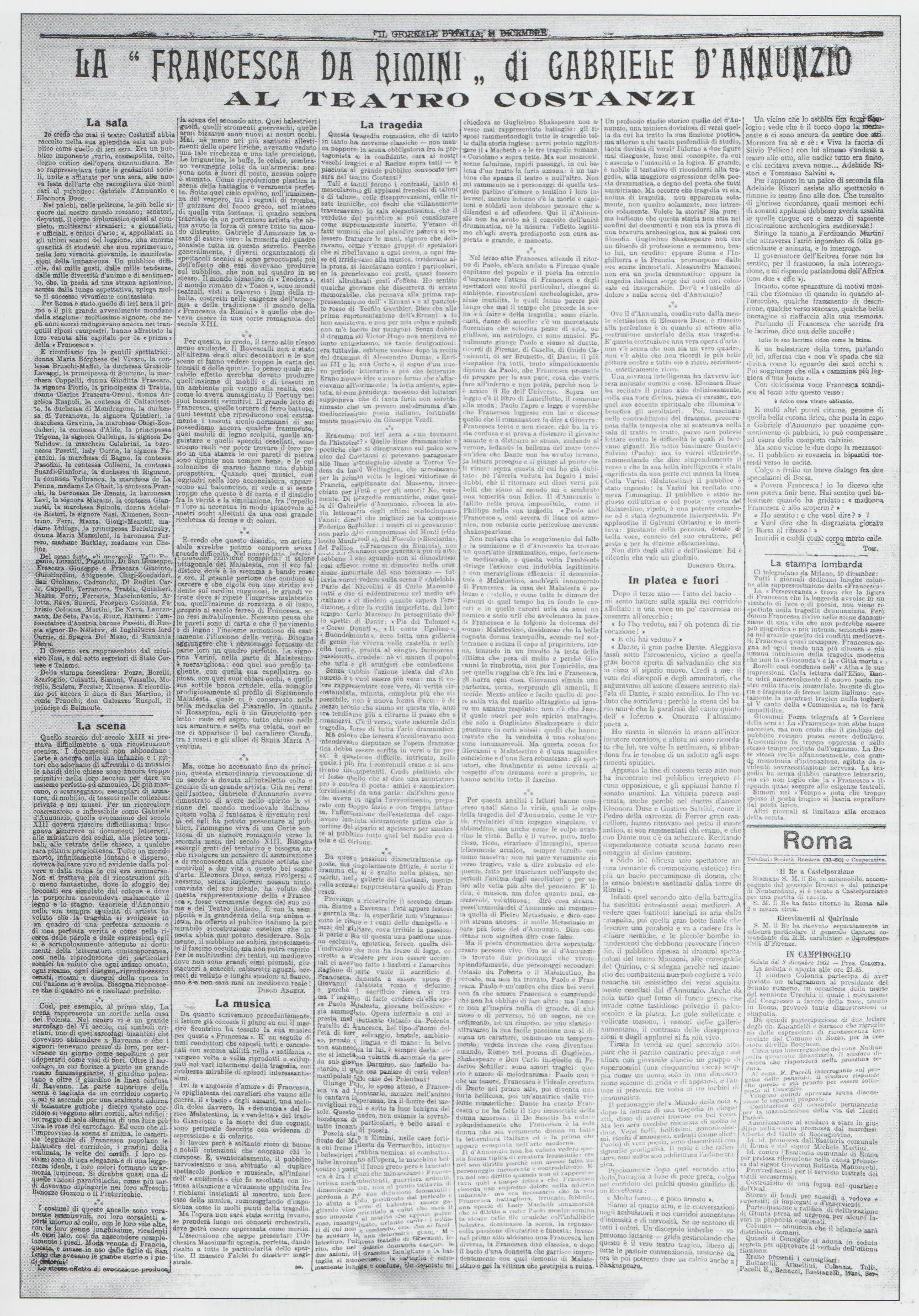
La prima storica Terza Pagina, apparsa sul «Giornale d'Italia» l'11 dicembre 1901.

La Terza pagina è stata, storicamente, lo spazio che i quotidiani italiani hanno dedicato alla cultura. Ha costituito l'indice del prestigio di un quotidiano e ha rappresentato uno spazio proficuo e importante per la crescita culturale dell'Italia, oltre ad essere una peculiarità dei giornali della penisola. 
La Terza pagina comparve per la prima volta nel 1901 su un quotidiano di Roma, «Il Giornale d'Italia», diretto da Alberto Bergamini.

### Cultura nelCorriere della Sera
Il quotidiano Corriere della Sera, fondato a Milano nel 1876, è oggi il primo quotidiano italiano per diffusione e per lettorato. Nel primo terzo del XX secolo scrivevano per la Terza pagina del Corriere molte fra le firme più prestigiose della cultura italiana, come Gabriele D'Annunzio, Benedetto Croce, Luigi Pirandello, Grazia Deledda, Ada Negri, Renato Simoni, Giuseppe Antonio Borgese, Francesco Pastonchi e Massimo Bontempelli. Fuori dall'ambito strettamente letterario si annoverano l'economista Luigi Einaudi, lo storico Gaetano Mosca e il giurista Francesco Ruffini. Albertini ottenne un contratto d'assoluta esclusiva con i prestigiosi collaboratori, accorgimento che permise al giornale di realizzare pagine culturali di alto livello.
Dal 1929 al 1943 Aldo Borelli è stato direttore del Corriere. Borelli confermò il caporedattore Oreste Rizzini e si concentrò sulla pagina culturale. Continuarono a collaborarvi le grandi firme dei tempi di Albertini: Bontempelli, Borgese, Croce, D'Annunzio, Ada Negri, Pirandello, Simoni e Pastonchi. Ad essi si aggiunsero: Corrado Alvaro, Silvio D'Amico, Giovanni Gentile, Arnaldo Fraccaroli, Giovanni Papini e Attilio Momigliano. Consulente di Borelli per le pagine culturali fu il critico Pietro Pancrazi.
Dal 1968 al 1972 Giovanni Spadolini è stato direttore del Corriere. Spadolini allargò la schiera dei collaboratori alla Terza pagina: chiamò Leonardo Sciascia, Giacomo Devoto, Denis Mack Smith, Leo Valiani, Goffredo Parise e Alberto Arbasino. Gaspare Barbiellini Amidei scrisse di cultura e attualità; altre firme illustri eranoManlio Cancogni, Giorgio Bassani, Guido Calogero e Piero Chiara. Spadolini promuoveva Dino Buzzati, che aveva stabilito il record di vendite de La Domenica del Corriere, portandolo dentro il quotidiano come critico d'arte.
Dal 1986 al 1992 il Corriere della Sera pubblicò l'inserto "Corriere cultura". Dal 1992 al 1997, con l'arrivo alla direzione di Paolo Mieli - giornalista e saggista che si occupa principalmente di politica e storia -, si avviò un ricambio generazionale nel Corriere. Mieli alleggerì il giornale abbandonando la distinzione tra "parte seria" e "parte leggera". In pratica la nuova formula previde la collocazione nelle pagine iniziali degli eventi importanti, anche non politici; maggiore spazio allo sport, agli spettacoli (spesso uniti alle pagine della cultura), ma anche all'economia. Uniformandosi agli altri quotidiani, soppresse la Terza pagina rinviando la cultura nelle pagine interne. 
Paolo Mieli è stato direttore del Corriere della Sera anche dal 2004 al 2009. Attualmente collabora al quotidiano Corriere scrivendo editoriali in prima pagina e recensioni nelle pagine culturali.
Nel 2001, in occasione del 125º anniversario della nascita del Corriere, è stata creata la «Fondazione Corriere della Sera», con lo scopo di curare e aprire al pubblico l'archivio storico del giornale, e di promuovere iniziative in favore della lingua e la cultura italiana, nella penisola e all'estero.

## Formazione accademica attuale
Giorgio Zanchini, giornalista e conduttore di Radio Rai, tiene lezioni e seminari sul giornalismo culturale all’Università di Urbino. Insieme con Lella Mazzoli dirige il Festival del giornalismo culturale di Urbino e Fano.
Riguardo al giornalismo culturale ci sono programma di studi in diverse università, per esempio nella Utrecht School of Journalism, con una prospettiva internazionale.